# Шёл по дороге человек
«Шёл по дороге человек» (груз. გზაზე ერთი კაცი მიდიოდა) — роман Отара Чиладзе, напечатанный в 1973 году на грузинском языке, одно из наиболее характерных и популярных произведений в направлении магического реализма.

## Персонажи романа
- Ээт — в древнегреческой мифологии царь Колхиды[2], сын Гелиоса и Персеиды (Персы)[3] (либо Гелиоса и Антиопы[4]), брат Пасифаи и Кирки[5].
- Медея  — в древнегреческой мифологии колхидская царевна, волшебница и возлюбленная аргонавта Ясона.
- Апсирт — в древнегреческой мифологии[6] — сын Ээта и Идии (или Ээта и Астеродеи[7], у Софокла Ээта и Неэры), сводный брат Медеи.
- Ясон — в древнегреческой мифологии[8] сын царя Иолка Эсона и Полимеды (или Алкимеды[9]).
- Минос — легендарный царь Кносса, что на острове Крит[10]. Сын Зевса и Европы[11], муж дочери Гелиоса Пасифаи, отец Ариадны, Федры и других детей.
- Дедал —  персонаж древнегреческой мифологии[12], выдающийся художник и инженер, считавшийся изобретателем разных инструментов, а также построивший лабиринт на острове Крит. Божество Дедал упоминается в микенских текстах[13]: da-da-re-jo-de («для святилища Дедала»)[14].
- Икар — в древнегреческой мифологии[15] сын Дедала и рабыни Навкраты, известный своей необычной смертью. По сюжету легенды о Дедале и Икаре создано множество произведений.